# Рум (тауншип, Миннесота)
Рум (англ. Roome) — тауншип в округе Полк, Миннесота, США. На 2000 год его население составило 185 человек.

## География
По данным Бюро переписи населения США площадь тауншипа составляет 93,4 км², из которых 93,4 км² занимает суша, водоёмов нет.

## Демография
По данным переписи населения 2000 года здесь находились 185 человек, 66 домохозяйств и 52 семьи.  Плотность населения —  2,0 чел./км².  На территории тауншипа расположено 69 построек со средней плотностью 0,7 построек на один квадратный километр. Расовый состав населения: 100,00 % белых. Испанцы или латиноамериканцы любой расы составляли 1,08 % от популяции тауншипа.
Из 66 домохозяйств в 34,8 % воспитывались дети до 18 лет, в 74,2 % проживали супружеские пары, в 4,5 % проживали незамужние женщины и в 21,2 % домохозяйств проживали несемейные люди. 16,7 % домохозяйств состояли из одного человека, при том 7,6 % из — одиноких пожилых людей старше 65 лет. Средний размер домохозяйства — 2,80, а семьи — 3,23 человека.
30,3 % населения — младше 18 лет, 4,3 % — в возрасте от 18 до 24 лет, 22,7 % — от 25 до 44, 26,5 % — от 45 до 64, и 16,2 % — старше 65 лет. Средний возраст — 40 лет. На каждые 100 женщин приходилось 88,8 мужчин.  На каждые 100 женщин старше 18 приходилось 101,6 мужчин.
Средний годовой доход домохозяйства составлял 48 125 долларов, а средний годовой доход семьи —  47 500 долларов. Средний доход мужчин —  41 563  доллара, в то время как у женщин — 25 357. Доход на душу населения составил 19 929 долларов. За чертой бедности не находилась ни одна семья и 1,1 % всего населения тауншипа.